# Duncan Macrae
Duncan Macrae (* 20. August 1905 in Glasgow, Schottland als John Duncan Macrae; † 23. März 1967 ebenda) war ein britischer Schauspieler mit Charakterrollen in Theater, Film und Fernsehen. Er spielte in den 1940er, 1950er und 1960er Jahren auch in zahlreichen namhaften Kinofilmen. Darunter in Freut euch des Lebens, Besiegter Haß, Einst ein Held, Casino Royale oder Trau keinem über 30.

## Leben und Karriere
Duncan Macrae wurde 1905 als viertes von sechs Kindern in Glasgow geboren. Sein Vater James Macrae war zu dieser Zeit in der schottischen Hauptstadt Sergeant bei der Polizei. Macrae besuchte die Allan Glen Schule und immatrikulierte sich an der Universität Glasgow von 1923 bis 1924 für das Fach Maschinenbau, was er aber nicht abschloss, stattdessen arbeitete er danach hauptberuflich als Lehrer und spielte, zuerst noch auf Amateur-Theaterbühnen, später dann auch bei professionellen Theater-Ensembles. Er wurde Mitglied der frühen Citizens' Theatre Company in Glasgow und wurde für seine Leistung als König James VI in der Aufführung Jamie the Saxt von Robert McLellan bekannt.
Sein Kinodebüt gab er nach Ende des Krieges schließlich 1947 in einer Nebenrolle in David MacDonalds Drama Die Brüder. In den beiden Folgejahrzehnten spielte er zahlreiche markante Charakterrollen in Kino- und TV-Filmen. 1949 sah man ihn in Alexander Mackendricks Kriminalkomödie Freut euch des Lebens, unter der Regie von Philip Leacock spielte er 1953 in dem Drama Besiegter Haß die männliche Hauptrolle des Jim MacKenzie. Für seine Rolle dort wurde er mit einer British-Academy-Film-Award-Nominierung in der Kategorie Bester Hauptdarsteller geehrt. In den 1950er Jahren spielte er weitere Parts in Frank Launders Komödie Ein Schotte auf Brautschau und in der Graham Greene Verfilmung Unser Mann in Havanna von Regisseur Carol Reed. In den 1960er Jahren verkörperte er Charakterrollen in Filmen der Regisseure Robert Stevenson, Ronald Neame, Guy Hamilton, Michael Truman oder Don Chaffey. Einen seiner letzten Kinoauftritte hatte er 1967 als Inspektor Mathis in der aufwendigen und mit Stars gespikten James-Bond-Persiflage Casino Royale.
Zu seinen Fernsehauftritten zählten von 1956 bis zum Jahre 1967 unter anderem: ITV Play of the Week, The Vital Spark, Para Handy – Master Mariner, Kidnapped, Mit Schirm, Charme und Melone oder Nummer 6.
Macrae verstarb am 23. März 1967 im Alter von 61 Jahren in seiner Heimatstadt Glasgow.

## Auszeichnungen
- 1954: British-Academy-Film-Award-Nominierung in der Kategorie Bester Hauptdarsteller für seine Rolle in Besiegter Haß

## Filmografie (Auswahl)

### Kino
- 1947: Die Brüder (The Brothers)
- 1949: Freut euch des Lebens (Whisky Galore!)
- 1950: The Woman in Question
- 1952: You're Only Young Twice
- 1953: Besiegter Haß (The Kidnappers)
- 1955: Geordie
- 1958: Rockets Galore
- 1959: Ein Schotte auf Brautschau (The Bridal Path)
- 1959: Unser Mann in Havanna (Our Man in Havana)
- 1960: Entführt – Die Abenteuer des David Balfour (Kidnapped)
- 1960: Einst ein Held (Tunes of Glory)
- 1961: Greyfriars Bobby: The True Story of a Dog
- 1961: Liebenswerte Gegner (The Best of Enemies)
- 1963: Alibi des Todes (Girl in the Headlines)
- 1964: Kollege stirbt gleich (A Jolly Bad Fellow)
- 1967: Casino Royale
- 1968: Trau keinem über 30 (30 Is a Dangerous Age, Cynthia)

### Fernsehen
- 1956: Kidnapped (Fernsehfilm)
- 1957: ITV Play of the Week (Fernsehserie, 1 Episode)
- 1958: ITV Television Playhouse (Fernsehserie, 1 Episode)
- 1959: The Vital Spark (Fernsehserie, 1 Episode)
- 1959: Armchair Theatre (Fernsehserie, 1 Episode)
- 1959–1960: Para Handy – Master Mariner (Fernsehserie, 3 Episoden)
- 1963: Comedy Playhouse (Fernsehserie, 1 Episode)
- 1963: Kidnapped (Fernsehminiserie)
- 1963: First Night (Fernsehserie, 1 Episode)
- 1964: Mit Schirm, Charme und Melone (Fernsehserie, 1 Episode)
- 1964–1965: Dr. Finlay's Casebook (Fernsehserie, 2 Episoden)
- 1965: A Slight Case of... (Fernsehserie, 1 Episode)
- 1967: The Wednesday Play (Fernsehserie, 1 Episode)
- 1967: Nummer 6 (Fernsehserie, 1 Episode)